# Ken Orange
Kenneth De Wayne Orange, más conocido como Ken Orange (nacido el 8 de octubre de 1961 en Oklahoma, Estados Unidos) es un exjugador de baloncesto estadounidense. Con 2.08 metros de estatura, jugaba en la posición de pívot.

## Trayectoria
- Universidad de Oklahoma
- Pallacanestro Pavia (1985-1987)
- Hapoel Holon (1987-1988)
- CB Breogán (1988-1990)